# Gerard Autet
Gerard Autet Serrabasa (Manlleu, Barcelona, 8 de septiembre de 1978) es un exfutbolista español. Jugaba como defensa y llegó a competir en Primera División en las filas del Real Sporting de Gijón. Actualmente trabaja como analista técnico en TV3.

## Trayectoria
Se incorporó en categoría juvenil a la cantera del F. C. Barcelona y, tras jugar en el F. C. Barcelona "C", fichó por el Palamós C. F. a comienzos de la campaña 1998-99. Posteriormente, militó durante dos temporadas en el R. C. D. Espanyol "B". En la temporada 2001-02 debutó en Segunda División con el Levante U. D. y, una campaña después, fichó por el Xerez C. D. Después de cinco temporadas en el club andaluz firmó un contrato con el Real Sporting de Gijón en 2007. Con el conjunto asturiano consiguió ascender a Primera División en la temporada 2007-08. Tras dos campañas en la máxima categoría, finalizó su vinculación con el Sporting y regresó al Xerez con un contrato de dos temporadas. Al término de la temporada 2011-12 decidió abandonar la práctica del fútbol y se incorporó al Maccabi Tel Aviv F. C. como segundo entrenador.

## Clubes
| Club                   | País   | Año       |
| ---------------------- | ------ | --------- |
| F. C. Barcelona "C"    | España | 1997-1998 |
| Palamós C. F.          | España | 1998-1999 |
| R. C. D. Espanyol "B"  | España | 1999-2001 |
| Levante U. D.          | España | 2001-2002 |
| Xerez C. D.            | España | 2002-2007 |
| Real Sporting de Gijón | España | 2007-2010 |
| Xerez C. D.            | España | 2010-2012 |